# Mia Dimšićová
Mia Dimšićová (* 7. listopadu 1992 Osijek) je chorvatská zpěvačka, kytaristka a hudební skladatelka se zaměřením na pop music a folk pop.

## Hudební kariéra
Vystudovala anglistiku a germanistiku na Univerzitě v Osijeku. Od roku 2014 vystupovala se skupinou Džentlmeni. V následujícím roce vydala svůj první singl „Budi mi blizu“. V březnu 2017 vydala u společnosti Croatia Records svůj dlouhohrající debut Život nije siv, který se stal zlatou deskou, získal cenu Porin pro album roku a píseň „Bezimeni“ byla vyhlášena skladbou roku. V roce 2019 vydala duet s Markem Toljou nazvaný „Sva blaga ovog svijeta“. Spolupracuje také s křesťanskou hudební skupinou Emanuel. Sedm jejích nahrávek se dostalo do čela chorvatské hitparády HR Top 40.
S písní „Guilty Pleasure“ reprezentovala Chorvatsko na soutěži Eurovision Song Contest 2022 v Turíně, kde obsadila v semifinále nepostupové jedenácté místo.
Hraje na kytaru Gibson Hummingbird, za svůj pěvecký vzor označuje Taylor Swift.

## Diskografie
- Život nije siv (2017)
- Božićno jutro (2017)
- Sretan put (2019)